# Кебет
Ке́бет (греч. Κεβης, -ήτος) из Фив — ученик Сократа.
Ему приписывается диалог «Πιναξ» (картина), нравоучительного содержания и аллегорической формы, вероятно, принадлежащий автору более позднего времени. Относится к античному жанру экфрасиса. Издаётся обычно вместе с сочинением Эпиктета.